# Statista
 (janvier 2024).
Statista est un portail en ligne allemand offrant des statistiques issues de données d'instituts, d'études de marché et d'opinion ainsi que de données provenant du secteur économique. 
La plateforme comprend plus de 1 000 000 statistiques sur plus de 80 000 sujets de plus de 22 500 sources, en anglais, français, allemand et espagnol, dans  170 secteurs différents.

## Histoire
L'entreprise a été fondée en 2007 par le Dr Friedrich Schwandt et Tim Kröger. En 2019, elle a 700 employés. Son siège est situé à Hambourg (dans l'édifice Brahms Kontor). En 2019 Statista dispose de bureaux à New York, Londres, Paris et Singapour. 

## Partenaires
Le portail en Allemagne annonce coopérer notamment avec l'Institut allemand pour la recherche économique, l'Institut Allensbach (IfD Allensbach), l'OCDE, l'Institut allemand de recherche économique (DIW Berlin) et Crif Bürgel. L'entreprise annonce collaborer en France avec WELT, T-Online et la Handelsblatt.

## Services

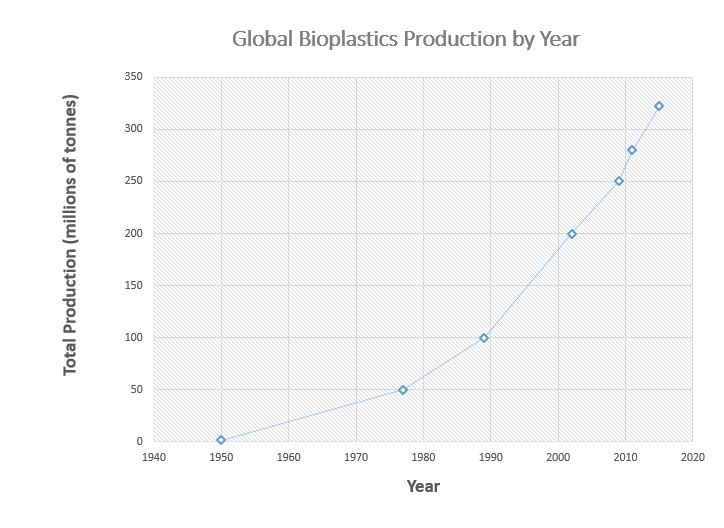
Exemple de graphique fourni par Statista (dans ce cas montrant l'augmentation de la production mondiale de bioplastiques (en Mt/an) depuis 1950).

L'entreprise fournit des statistiques et des résultats d'enquêtes sous forme de graphiques et de tableaux concernant par exemple, la publicité, les habitudes d'achat ou les secteurs économiques spécifiques. 
Ses groupes cibles sont surtout des entreprises, des enseignants et des chercheurs. 
Statista propose du contenu gratuit et payant et impose la création d'un compte d'utilisateur (donnant accès aux graphiques même sans abonnement). Les utilisateurs ont également accès au Digital Market Outlook, Consumer Market Outlook et Mobility Market Outlook, basés sur des données démographiques et économiques et offrant des aperçus détaillés du développement de ces marchés respectifs. Le Global Consumer Survey, pour sa part, présente des analyses approfondies du comportement des consommateurs et de leur utilisation des médias.
Outre des statistiques individuelles, le site contient une base de données d'études comprenant plus de 41 000 d'études en 2019 et les clients peuvent commander des études spécifiques (réalisées par le département Recherche & Analyse), ainsi que des infographies, vidéos ou présentations et publications.

## Infographie
Depuis la fin de l'année 2011, un service gratuit fournit quotidiennement des infographies sur les sujets actuels qui sont publiées régulièrement sur les sites de nouvelles comme Mashable, Business Insider ou de Forbes.

## Acquisition
Fin 2015, Statista a été acquise par l'agence de publicité Ströer Media.

## Prix, reconnaissance
Selon la page d'accueil, en 2008 Statista a été nommé la start-up allemande de l'année par le site web deutsche-startups.de et, la même année, l'entreprise était parmi les lauréats du concours de création d'entreprise Permettre de commencer (Enable to start), parrainé par la version allemande du Financial Times. 
En 2010, Statista a été un des sites primés par l'initiative « L'Allemagne, le pays des idées » (Deutschland – Land der Ideen). En outre, l'entreprise a été lauréate du prix Red Herring Europe 2010. En 2012, Statista a été nommé pour le prix « Deutscher Gründerpreis » dans la catégorie des étoiles montantes et en 2014, l'entreprise a été élue meilleure base de données par le Library Journal.